# 椰浆饭

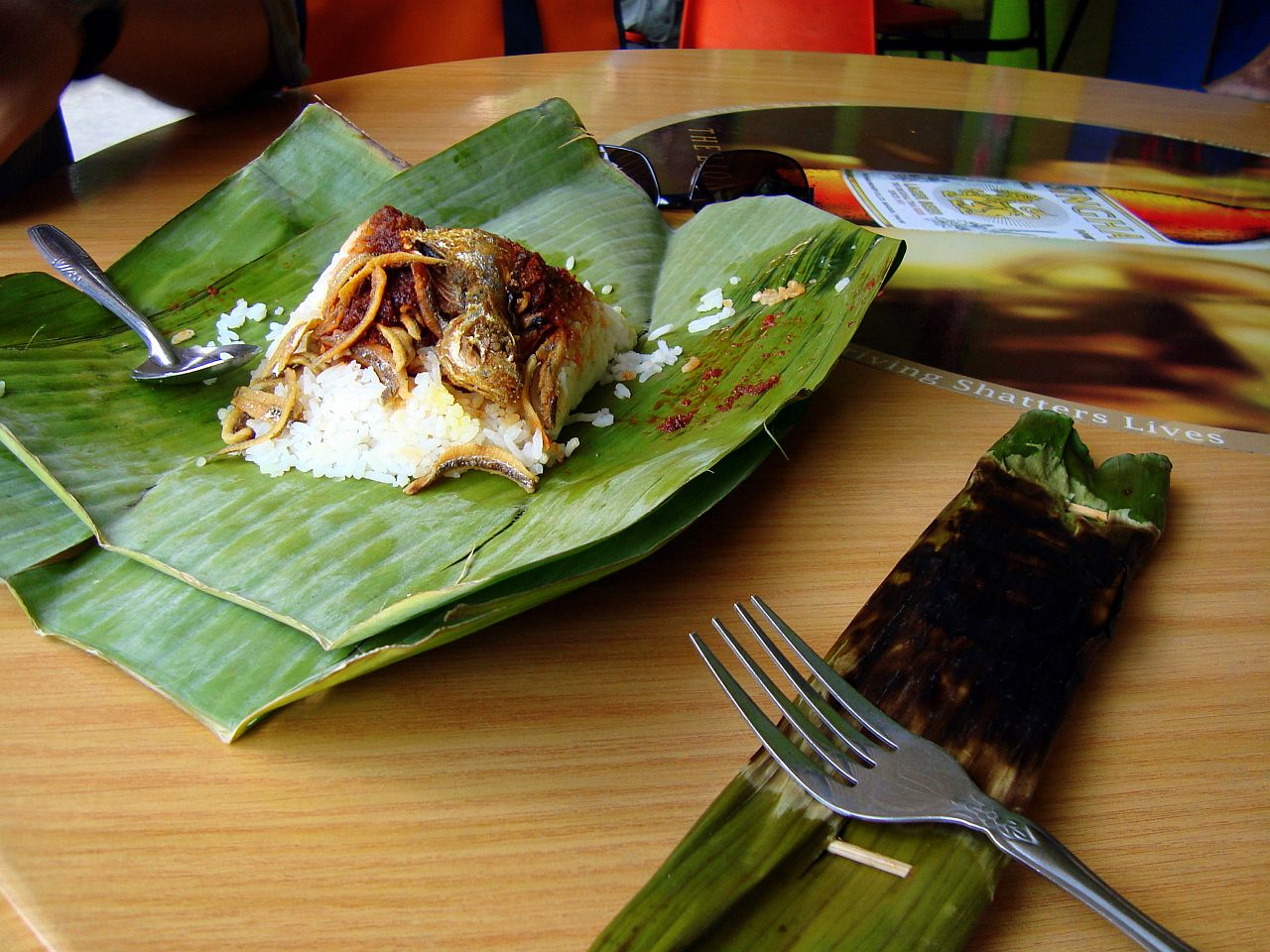
传统的椰浆饭裹在香蕉叶里，基本佐料有参巴辣椒酱、江鱼仔、花生、鸡蛋等。

椰浆饭是在马来西亚、新加坡与汶莱的一道菜肴，是马来西亚的非正式国菜 。在马来半岛东海岸的登嘉楼与吉兰丹，「搭冈饭」非常普遍。在印度尼西亚也有类似美食，称作「乌督饭」。
在马来西亚，椰浆饭不仅为马来人所喜爱，华人，印度人和其他民族都喜欢把它作为正餐食用。
椰浆饭由椰奶蒸饭、香斑斓叶、辣椒酱、炸花生凤尾鱼、黄瓜片和半个煮鸡蛋构成。用双层的香蕉叶和旧报纸（或棕色蜡纸）包裹成金字塔形状。还有其他配菜，如牛肉巴东，五香炸鸡或各种海鲜。

## 制作及吃法

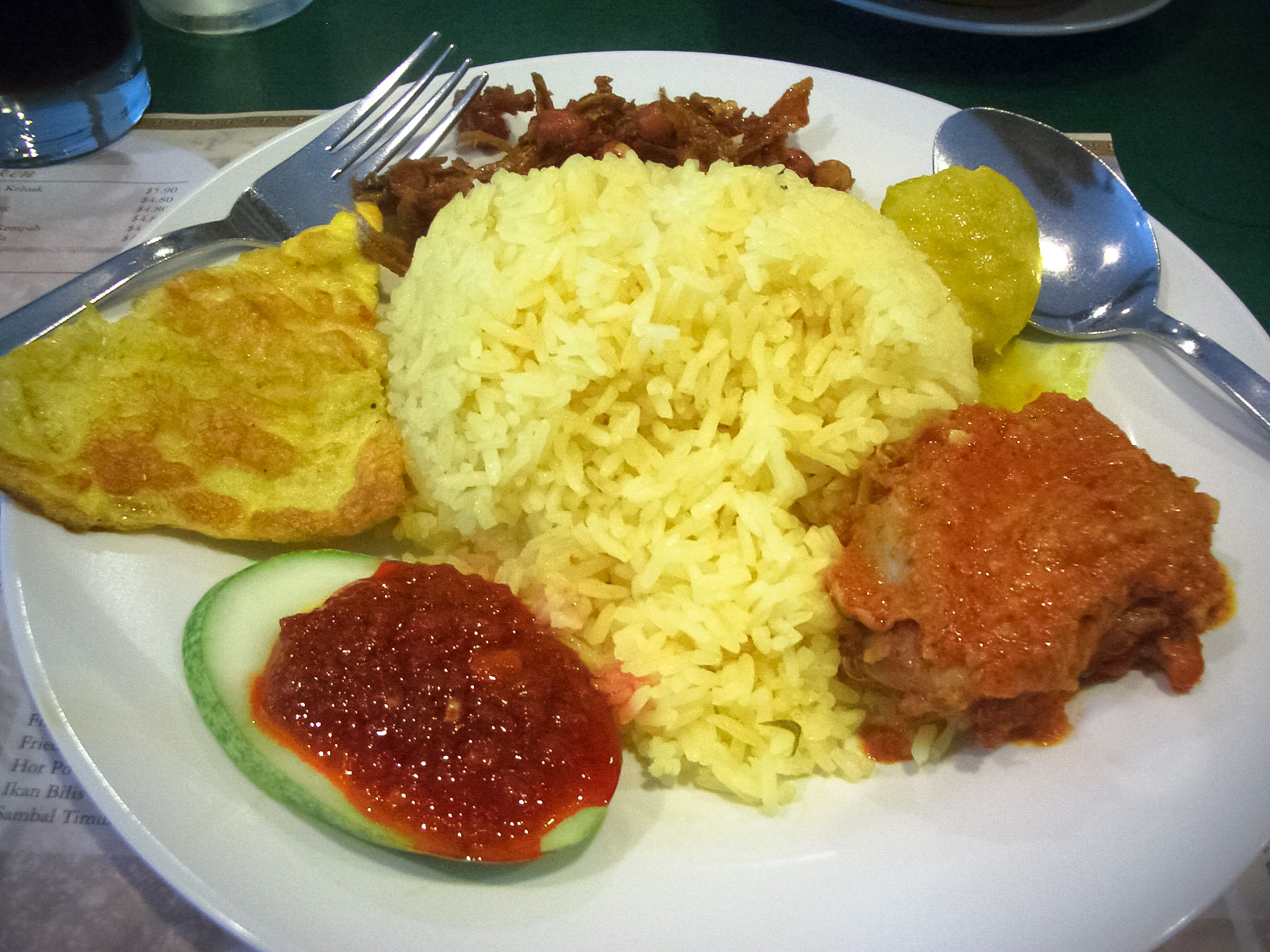
椰浆饭的变体，鸡肉椰浆饭

椰浆饭的马来文是，意为饭，本意是油脂，这里指的是椰浆。所以椰浆饭的马来语就是把米浸泡在椰浆裡后再煮成饭而得名。煮制可用普遍锅子或电饭锅。有人也会将打了个结的班兰叶放入锅裡一起煮，亦可加入其他香料如黄薑、香茅以增加椰漿飯的香味。
传统上，一盘椰浆饭裡一般会有黄瓜切片、小江鱼仔、烤花生、炒蕹菜、全熟蛋（水煮蛋或煎蛋）、印度式腌菜与參峇醬（一种由虾酱与辣椒制成的辣酱）。椰浆饭也可以有别的佐料，如鸡肉、章魚或乌贼、鸟蚌、印度脆饼、仁当（香料椰浆焖牛肉）或“巴鲁”（牛肺）。传统上，大多数的佐料是热辣性质的以及清凉解热的黄瓜。
传统上椰浆饭多用来当早餐，在清晨开始在马来西亚的路边档口、菜市档口或店家就会看到有人售卖。贩卖时通常以报纸、油纸或香蕉叶包裹。不过，也有些餐館把它当作佳肴而精致地盛在盘上，以午餐或晚餐的形式提供。